# Bart Gets Famous
"Bart Gets Famous" är avsnitt 12 från säsong 5 av Simpsons och sändes på Fox i USA den 3 februari 1994. I avsnittet börjar Bart jobba som Krustys assistent. Han tröttnar snart på jobbet och tänker sluta men får en statistroll som han misslyckas i men han blir kändis efter att ha räddat situationen genom att säga att han inte gjort det. Snart tröttnar Bart på den repliken också. Avsnittet skrevs av John Swartzwelder och avsnittet var det första som regisserades av Susie Dietter. Avsnittet gjordes efter man upptäckt att flera i serien har en catch phrase. Författarna valde skapa "jag gjorde de inte" eftersom de ville ha en tråkig replik som blev populär. Conan O'Brien medverkar som sig själv. Idén att han skulle vara med skrevs in då han gjorde en audition för att ersätta David Letterman. Marcia Wallace gästskådespelar också som Edna Krabappel. Avsnittet hamnade på plats 40 över mest sedda program under veckan med en Nielsen ratings på 11,7 vilket ger 10,74 miljoner hushåll.

## Handling
Barts klass åker på en tråkig studieresa till en lådfabrik. Han blir uttråkad på guidningen och rymmer till grannhuset som är en TV-studio. Han ser där att Krusty är arg på sin assistent för han inte hittat hans wienerbröd som Bart hittade och äter på. Bart stjäl Kent Brockmans wienerbröd och ger det till Krusty som låter honom blir hans nya assistent. Bart gillar jobbet och på lådfabriken är de oroliga över att Bart försvunnit. Homer tror att Bart blivit en låda och tar hem en låda. När han ska berätta de tråkiga nyheterna för resten av familjen kommer Bart hem.
Bart tröttnar snart på behandlingen han får av skådespelarna på tv-studion så han tänker sluta, men Krusty ger då honom en statistroll efter att Sideshow Mel blivit sjuk sedan han ätit en macka med smör som Bart gjort till honom eftersom han är laktosintolerans. Bart råkar snubbla och förstöra rekvisitan på scenen men publiken skrattar åt honom efter att han räddade situationen med att säga att han inte gjorde det. Krusty tänker avskeda Bart men upptäcker att publiken vill se honom igen och han låter honom medverka i flera avsnittet med att förstöra saker och säga att han inte gjorde det.
Barts namn hamnar på produkter och han får göra intervjuer men tröttnar snart på att bara få säga att han inte gjorde det. Bart försöker visa att han mer än en person med en replik men han får inte bra respons på det. Bart tänker sluta sin karriär som kändis men Marge övertygar honom om att fortsätta, eftersom han gör människor glada. Bart tänker göra sin bästa scen någonsin men publiken har nu tröttnat på honom och tycker inte han är rolig länge och han får sparken.
Marge tröstar Bart med att ge honom en minneslåda från sin tid som kändis. Lisa säger att hon är glad att Bart kan gå tillbaka till att bara vara sig själv utan att vara en kändis med en usel replik. Därefter visas ett montage där invånarna i Springfield säger sin catch phrase innan Lisa går till sitt rum.

## Produktion
"Bart Gets Famous" skrevs av John Swartzwelder. Avsnittet gjordes sedan man upptäckt att många figurer i serien har en catch phrase. Några av de i serien är Homer ("D'oh!"), Bart ("Eat My Shorts", "¡Ay, caramba!" och "Don't have a cow, man!"), Marge (hennes oroande "hmmmm") och Maggie (suger på sin napp). Författarna valde "I didn't do it" "(Jag gjorde inte det)" som en ny replik för Bart eftersom de ville ha en tråkig som blev populär. Repliken hade redan använts av Krusty i "Krusty Gets Busted". Andra som använder sin catch phrase i avsnittet är  Ned Flanders, Nelson Muntz, Mr. Burns och Barney Gumble. Lisa säljer i slutet av avsnittet att om någon behöver henne finns hon i sitt rum och Homer frågar då vilken typ av catch phrase är detta, de lades in för Lisa har inte haft någon catch phrase.
I avsnittet medverkar Bart i Late Night with Conan O'Brien. Conan O'Brien jobbade som författare med serien under produktionsarbetet och han gjorde en audition för att ersätta David Letterman. Detta gav författarna idén att Conan skulle ha en egen talkshow som Bart skulle gästa och scenen skrevs innan Conan fick jobbet som programledare. Conan spelade sen in replikerna efter att hans nya talkshow hade haft premiär men han misstänkte att showen skulle varit nerlagd då avsnittet visades vid den tidpunkten. Marcia Wallace gästskådespelar också som Edna Krabappel.
Avsnittet var det första som regisserades av Susie Dietter. Utseende i lådfabriken gjorde Dietter tillsammans med Brad Bird. Bird ville att fabriken skulle se livlig ut medan Dietter ville att den skulle se tråkig ut, vilket den också sedan blev. Rösten till chefen för lådfabriken gjordes av Dan Castellaneta som en parodi på Wally Ballou. Mayor Quimbys fru Martha medverkar för första gången. Hon skapades som en referens till Jacqueline Kennedy Onassis.

## Kulturella referenser
I början av avsnittet vislar Bart på seriens ledmotiv och Marge ber honom att sluta vissla den. Bart fantiserar hom själv i Match Game under 2034 med Billy Crystal, "Farrah Fawcett Majors O'Neal Varney", Loni Anderson, Spike Lee och Kitty Carlisle. Bart spelade i avsnittet in låten "I Didn't Do It" med musiken från "U Can't Touch This".

## Mottagande
Avsnittet hamnade på plats 40 över mest sedda program i USA med en Nielsen ratings på 11.7 vilket gav 10,74 miljoner hushåll. Det var det mest sedda på Fox under veckan. I boken I Can't Believe It's a Bigger and Better Updated Unofficial Simpsons Guide har Warren Martyn och Adrian Wood kallat avsnittet att även utan sista scenen skulle det vara en av de bästa avsnitten i seriens historia. Scenen med lådfabriken är bäst och att Martin och Skinner sjunger glatt medan Edna och Bart inte är glada är en av de bästa scenerna. Hos DVD Movie Guide har Colin Jacobson skrivit att avsnittet har flera bra ögonblick, att Bart blir berömd genom att skylla ifrån sig och ljuga, många galna bitar som dyker upp längs vägen, såsom Homers rädsla att Bart blivit en låda kan göra avsnittet till kanske den bästa från säsongen. Patrick Bromley på DVD Verdict har gett avsnittet betyget A- och Bill Gibron från DVD Talk har gett avsnittet betyg 4 av 5.